# L'angelo da un'ala sola - Atto 2
L'angelo da un'ala sola - Atto 2 è il primo album in studio del rapper italiano Caneda, pubblicato il 15 settembre 2006 dalla H.A.H (Hard As Hell) con distribuzione Relief Records EU.

## Tracce
1. Destinazione piano terra (intro)
2. La notte - (ft. Deleterio)
3. La città in fondo al mio cuore
4. Adam.01
5. Adam.02
6. Il coccodrillo
7. La coscienza è un assassino
8. Don Chisciotte
9. Alice
10. Lancette
11. Pistole ad acqua
12. Lettere dall'inferno (outro)